# ووزیکس

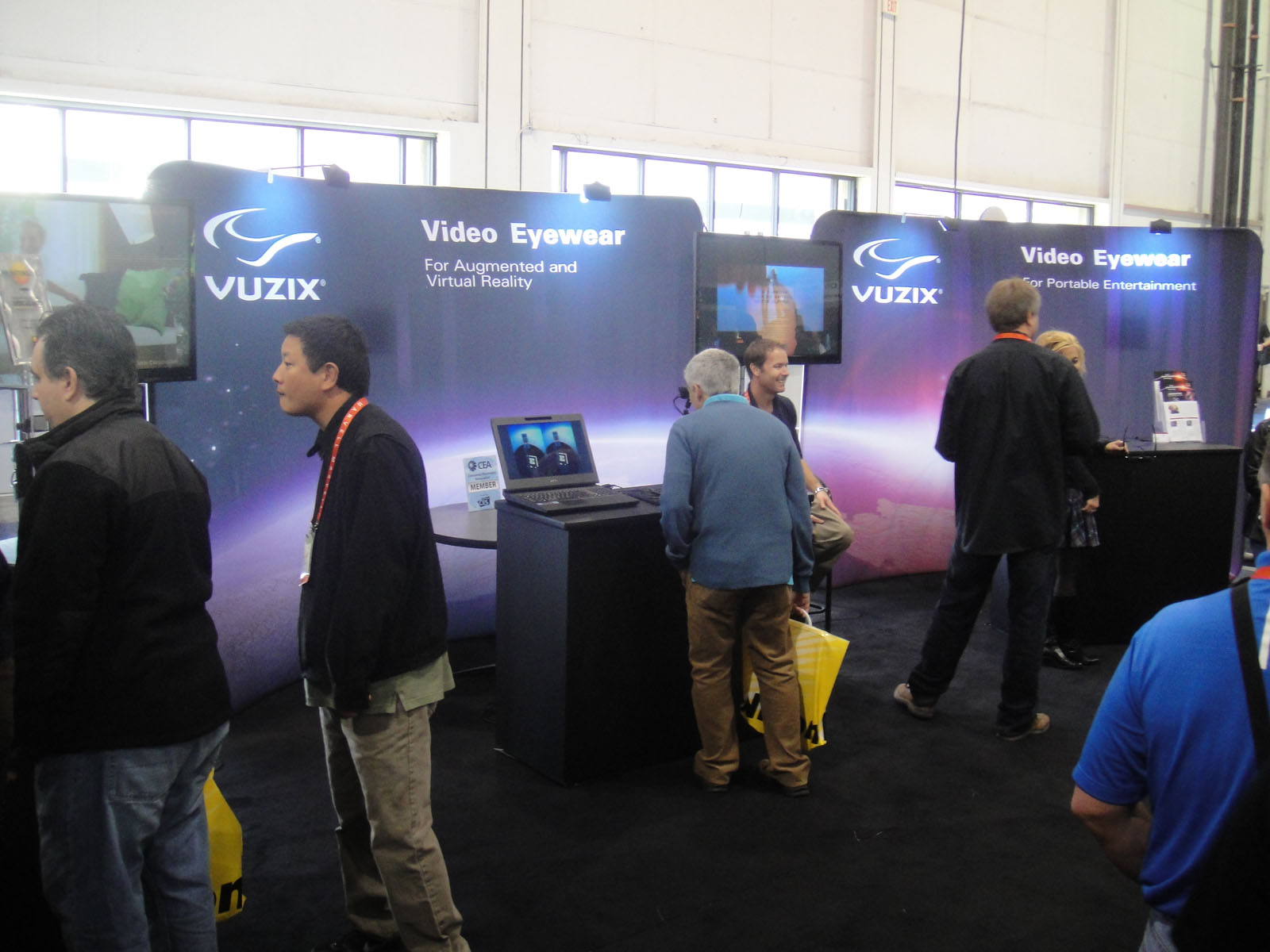
ووزیکس (انگلیسی: Vuzix) شرکت فناوری اطلاعات آمریکایی است، که در سال ۱۹۹۷ تأسیس شد.